# مقاطعة تشيرانغ
مقاطعة تشيرانغ هي مقاطعة في الهند، تقع في Lower Assam division ‏، بلغ عدد سكانها 482,162  نسمة وذلك حسب إحصائيات سنة 2011، عاصمتها Kajalgaon ‏، تبلغ مساحتها 1,169.9 كيلومتر مربع.

## الموقع
تشترك في الحدود مع:
- Kokrajhar district [الإنجليزية]‏
- Bongaigaon district [الإنجليزية]‏
- باربتا
- Baksa district [الإنجليزية]‏.